# University of North Carolina School of the Arts

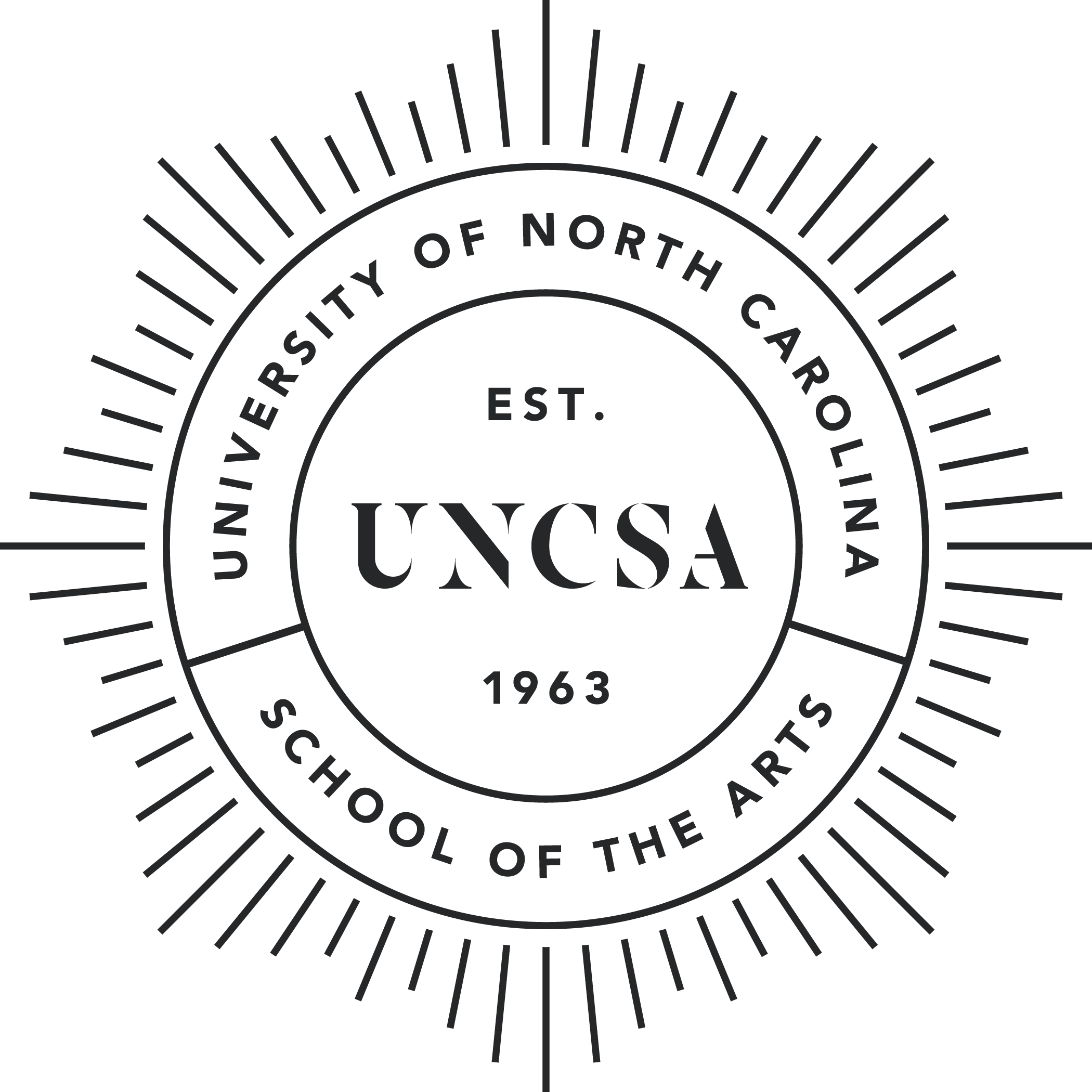
Logo

Die University of North Carolina School of the Arts (UNCSA) ist eine Kunsthochschule der University of North Carolina in Winston-Salem im US-Bundesstaat North Carolina. Die Hochschule besitzt fünf Fakultäten: Tanz, Musik, Schauspiel, Design und Film. Insgesamt lernen etwa 1100 Studenten an der University.

## Geschichte
Die Kunsthochschule wurde 1963 als North Carolina School of the Arts von dem Komponisten Vittorio Giannini mit Hilfe des Gouverneurs Terry Sanford ins Leben gerufen. 1983 wurde das Stevens Center, ein Theatersaal mit 1300 Sitzplätzen in der Innenstadt von Winston-Salem gegründet. 2008 wurde der neue Name University of North Carolina School of the Arts angenommen.

## Campus-Leben
Der Campus verfügt über drei Kinosäle für die Filmstudenten, ein Theater für die Tanzstudien, drei Musiksäle und drei Theatersäle. Neben den Aufführungen der Tanz-, Musik- und Schauspielklassen wird alle vier Jahre eine große gemeinsame Musical-Produktion im Broadway-Stil inszeniert.